# Владіміреску
Владіміреску (рум. Vladimirescu) — село у повіті Арад в Румунії. Адміністративний центр комуни Владіміреску.
Село розташоване на відстані 413 км на північний захід від Бухареста, 6 км на схід від Арада, 46 км на північ від Тімішоари.

## Населення
За даними перепису населення 2002 року у селі проживали 6355 осіб.
Національний склад населення села:
| Національність | Кількість осіб | Відсоток |
| -------------- | -------------- | -------- |
| румуни         | 5706           | 89,8%    |
| угорці         | 295            | 4,6%     |
| німці          | 181            | 2,8%     |
| цигани         | 127            | 2,0%     |
| словаки        | 14             | 0,2%     |
| українці       | 13             | 0,2%     |
| італійці       | 7              | 0,1%     |
| серби          | 5              | 0,1%     |

Рідною мовою назвали:
| Мова       | Кількість осіб | Відсоток |
| ---------- | -------------- | -------- |
| румунська  | 5806           | 91,4%    |
| угорська   | 265            | 4,2%     |
| німецька   | 160            | 2,5%     |
| циганська  | 84             | 1,3%     |
| словацька  | 13             | 0,2%     |
| українська | 10             | 0,2%     |
| італійська | 6              | 0,1%     |
| сербська   | 5              | 0,1%     |